# Finale de la Coupe des clubs champions européens 1964-1965
La finale de la Coupe des clubs champions européens 1964-1965 est la dixième finale de la Coupe des clubs champions européens. Le club italien de l'Inter Milan bat le club portugais de Benfica 1 but à 0.

## Parcours des finalistes
Note : dans les résultats ci-dessous, le score du finaliste est toujours donné en premier (D : domicile ; E : extérieur).
| Inter Milan                         | Inter Milan                         | Inter Milan                         | Inter Milan                         |                     | Benfica Lisbonne     | Benfica Lisbonne | Benfica Lisbonne | Benfica Lisbonne | Benfica Lisbonne |
| ----------------------------------- | ----------------------------------- | ----------------------------------- | ----------------------------------- | ------------------- | -------------------- | ---------------- | ---------------- | ---------------- | ---------------- |
| Adversaire                          | Total                               | Aller                               | Retour                              | Tour                | Adversaire           | Total            | Aller            | Retour           |                  |
| Exempté en tant que tenant du titre | Exempté en tant que tenant du titre | Exempté en tant que tenant du titre | Exempté en tant que tenant du titre | Premier tour        | FC Aris Bonnevoie    | 10 - 2           | 5 - 1 (E)        | 5 - 1 (D)        |                  |
| Dinamo Bucarest                     | 7 - 0                               | 6 - 0 (D)                           | 1 - 0 (E)                           | Huitièmes de finale | FC La Chaux-de-Fonds | 6 - 1            | 1 - 1 (E)        | 5 - 0 (D)        |                  |
| Glasgow Rangers                     | 3 - 2                               | 3 - 1 (D)                           | 0 - 1 (E)                           | Quarts de finale    | Real Madrid          | 6 - 3            | 5 - 1 (D)        | 1 - 2 (E)        |                  |
| Liverpool FC                        | 4 - 3                               | 1 - 3 (E)                           | 3 - 0 (D)                           | Demi-finales        | Győri ETO FC         | 5 - 0            | 1 - 0 (E)        | 4 - 0 (D)        |                  |

## Résumé de la rencontre
La finale se déroule au Stade San Siro à Milan. C'est l'Inter Milan qui l'emporte sur le score de 1 - 0. Le club italien conserve son titre sur sa propre pelouse. 
La rencontre se déroule sur une pelouse gorgée d'eau à cause de fortes pluies survenues la veille. Certains observateurs de l'époque estimaient que la rencontre n'aurait pas du être jouée ce soir là, en effet de nombreuses flaques rendent les conditions de jeu très difficiles. L'arbitre Gottfried Dienst a cependant pris la décision de ne pas annuler l'évènement. Après une forte entame des intensités la partie s'équilibre. Les portugais hésitent à se ruer à l'offensive par peur des contres. 
L'Inter Milan ouvre la marque à la 43e, à la même minute que la finale de l'an dernier contre le Real Madrid. Ce premier but est un tir de Jair que le gardien portugais du Benfica Costa Pereira ne peut stopper car le ballon est trop mouillé. Malgré une tentative désespéré de se rattraper le portier de Lisbonne ne peut empêcher la sphère de cuir de franchir la ligne de but. C'est la double peine après cet épisode pour le club portugais, car Costa Pereira en voulant effacer sa bévue se blesse au nerf sciatique. Il doit laisser ses coéquipiers à dix, c'est Germano de Figueiredo qui le remplace dans les cages. 
L'équipe Milanaise en supériorité numérique ne va pas vraiment accentuer la pression mais plutôt se replier en défense pour garder ce maigre avantage. Giuliano Sarti le portier milanais effectuera des arrêts décisifs. Le public de San Siro applaudira les joueurs du Benfica pour leur vaillance. Un chroniqueur de Lisbonne donnera son sentiment suivant, "Plus grand dans la défaite de Milan, que quatre ans plus tôt dans la victoire de Berne".

## Feuille de match
| 27 mai 1965 | Inter Milan | 1 – 0   | Benfica | Stade San Siro, Milan                             |                                                   |
| 21 h 30 CET | Jair 43e    | (1 – 0) |         | Spectateurs : 89 000 Arbitrage : Gottfried Dienst | Spectateurs : 89 000 Arbitrage : Gottfried Dienst |
| 21 h 30 CET | Rapport     |         |         | Spectateurs : 89 000 Arbitrage : Gottfried Dienst | Spectateurs : 89 000 Arbitrage : Gottfried Dienst |

| Inter | Benfica |

| G                 | 1  | Giuliano Sarti     |
| D                 | 2  | Tarcisio Burgnich  |
| D                 | 3  | Giacinto Facchetti |
| D                 | 4  | Gianfranco Bedin   |
| D                 | 5  | Aristide Guarneri  |
| M                 | 6  | Armando Picchi     |
| M                 | 7  | Jair da Costa      |
| M                 | 8  | Sandro Mazzola     |
| A                 | 9  | Joaquín Peiró      |
| M                 | 10 | Luis Suárez        |
| M                 | 11 | Mario Corso        |
| Entraîneur :      |    |                    |
| / Helenio Herrera |    |                    |

| G               | 1  | Costa Pereira   |
| D               | 2  | Domiciano Cavém |
| D               | 3  | Germano         |
| D               | 4  | Raúl Machado    |
| D               | 5  | Fernando Cruz   |
| M               | 6  | José Neto       |
| M               | 7  | Mário Coluna    |
| M               | 8  | José Augusto    |
| A               | 9  | José Torres     |
| A               | 10 | Eusébio         |
| A               | 11 | António Simões  |
| Entraîneur :    |    |                 |
| / Elek Schwartz |    |                 |